# Hyundai Alcazar
La Hyundai Alcazar, también conocida como Hyundai Creta Grand es un SUV compacto producida por el fabricante coreano Hyundai en India. Lanzada en abril de 2021, es una versión alargada de la Creta. Su nombre deriva del Alcázar de Segovia, uno de los castillos más famosos del mundo.

## Visión general
El modelo Alcazar fue revelada en abril de 2021, y liberada al mercado en junio de 2021. Está basada en la Creta, con una estructura más amplia, con esta estructura más larga permite colocar tres filas de asientos, en versiones de 7 asientos y 6 asientos (con asientos de capitán). El vehículo es también ofrecido con un nuevo frente, y ruedas de 18 pulgadas.

En India está disponible en seis variantes. Fue lanzada en el mercado mexicano por Hyundai de México el 6 de octubre de 2021. Es vendida bajo el nombre de Creta Grand.

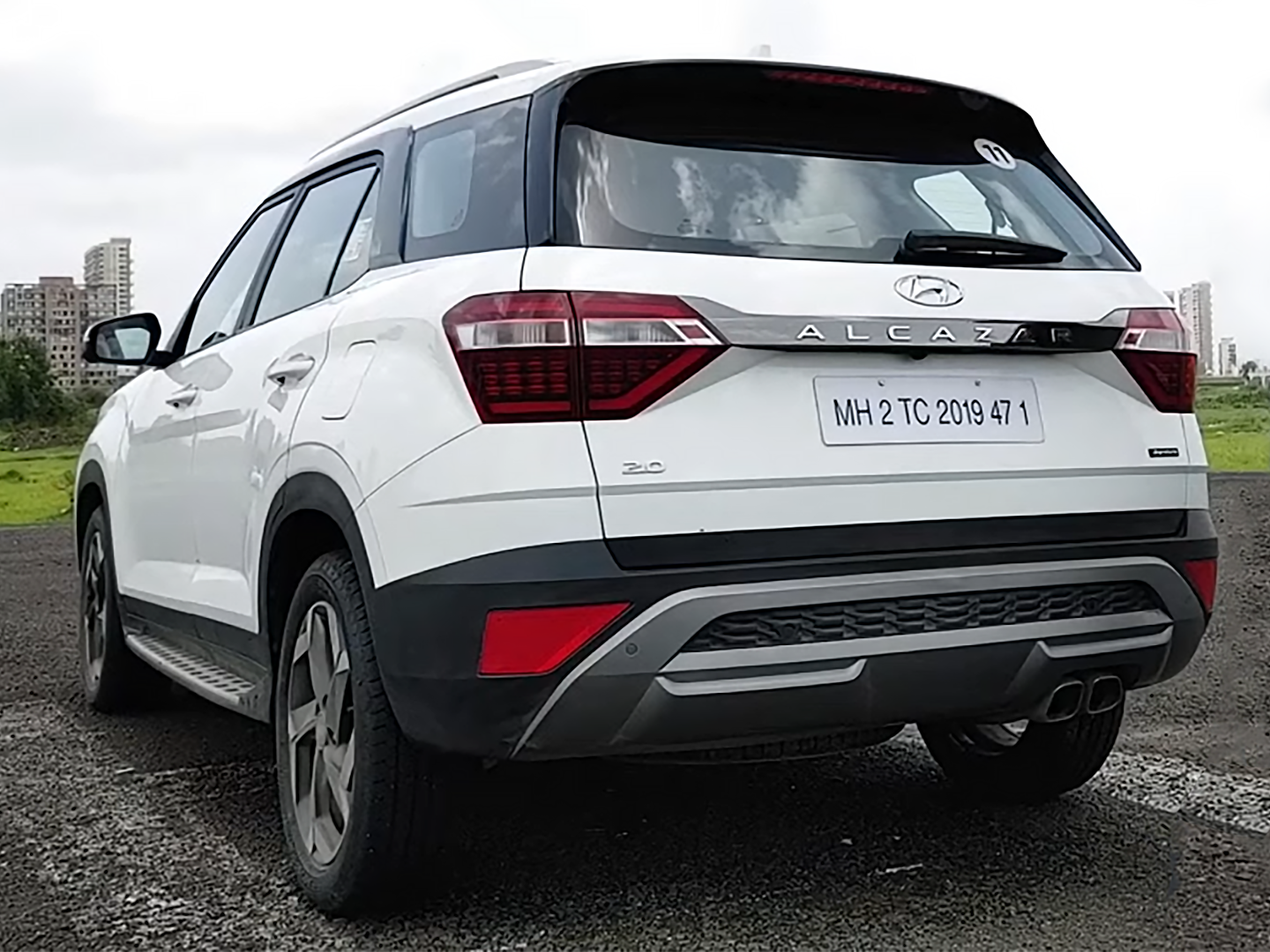
Vista posterior
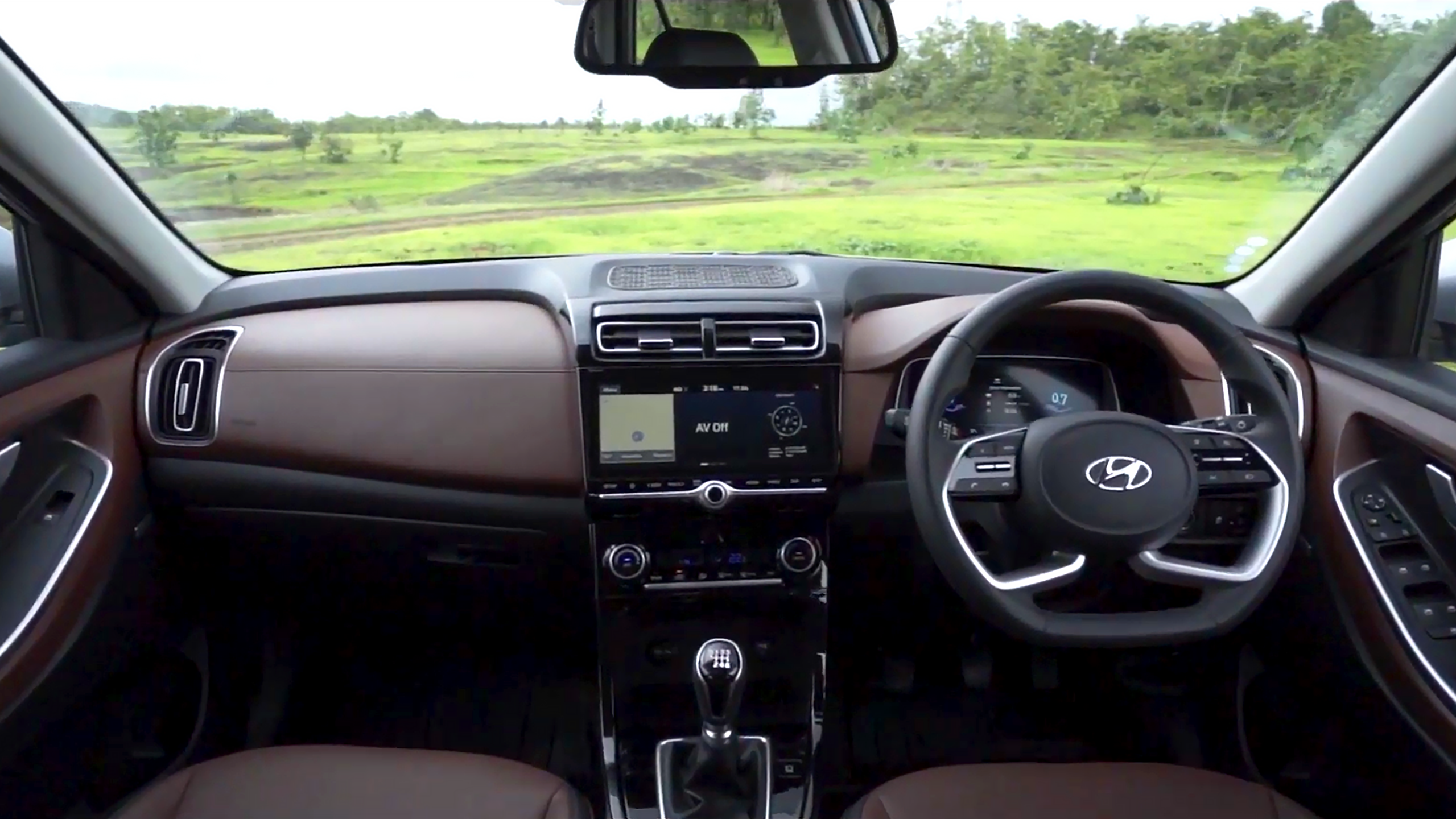
Interior